# Pascaline
Pour les articles homonymes, voir Pascaline (homonymie).

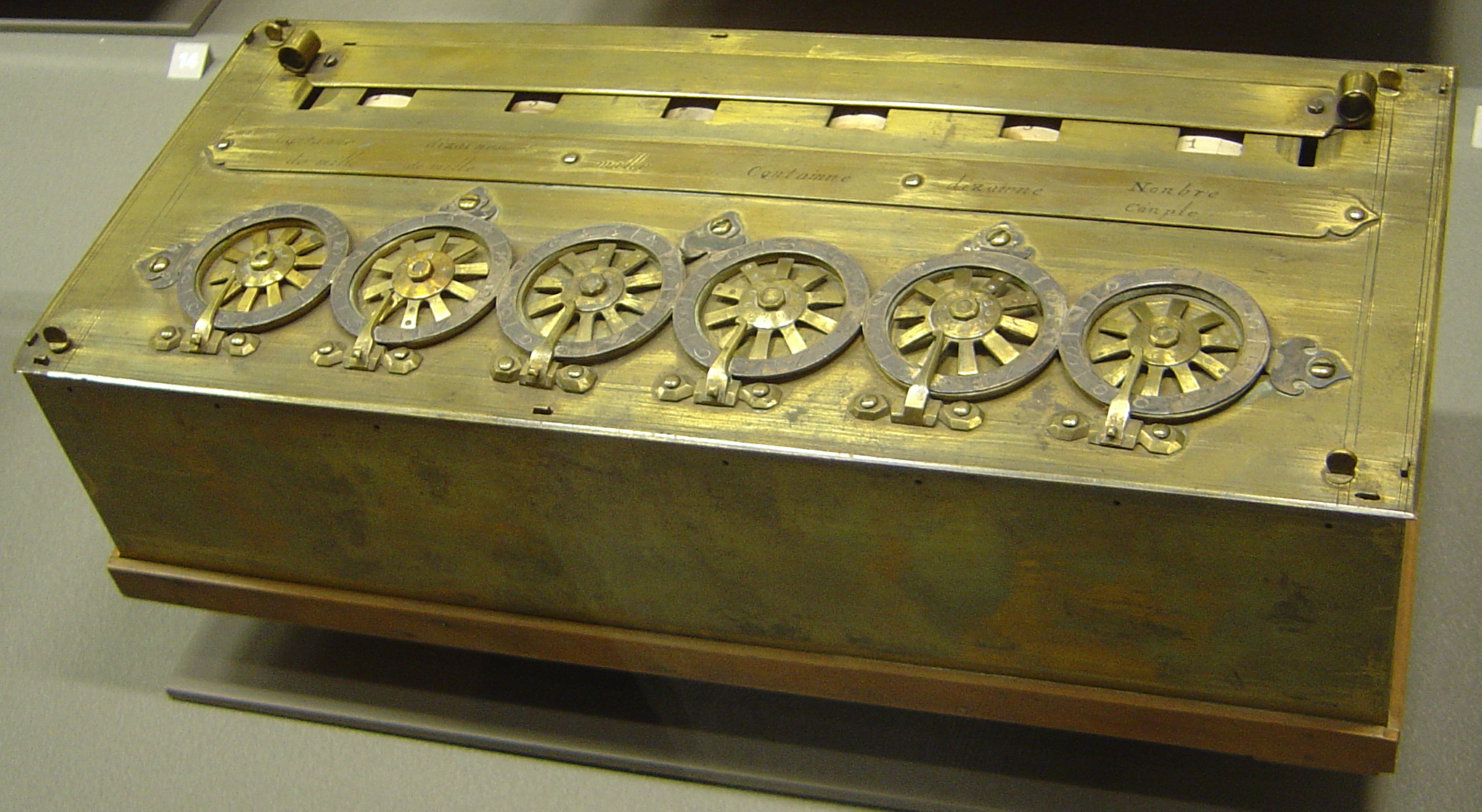
Une pascaline, signée par Pascal en 1652, au musée des arts et métiers du Conservatoire national des arts et métiers à Paris.

La pascaline, initialement dénommée machine d’arithmétique puis roue pascaline, est une calculatrice mécanique inventée par Blaise Pascal et considérée comme la première machine à calculer,. 
C'est en 1642, à l'âge de dix-neuf ans, qu'il en conçut l’idée, voulant soulager la tâche de son père qui venait d’être nommé premier président à la Cour des aides de Normandie, à Rouen, par le cardinal de Richelieu et qui devait remettre en ordre les recettes fiscales de cette province ; elle permettait d’additionner et de soustraire deux nombres d'une façon directe et de faire des multiplications et des divisions par répétitions.
C'est en 1645, après trois ans de recherches et cinquante prototypes, que Pascal présenta sa première machine en la dédiant au chancelier de France, Pierre Séguier. Il construisit une vingtaine de pascalines dans la décennie suivante, souvent en les perfectionnant ; huit de ces machines ont survécu jusqu’à nos jours, une neuvième fut assemblée au XVIIIe siècle avec des pièces restantes. Un privilège royal, promulgué par Louis XIV, lui donna l'exclusivité de la production de machines à calculer en France,.
La pascaline fut la seule machine à calculer opérationnelle au XVIIe siècle car elle utilisait des pignons lanternes, empruntés aux machines de force (moulins à eau, horloges de clocher) que Pascal avait adaptés et miniaturisés pour sa machine. Ces pignons lanternes permettaient de résister aux mouvements brusques et irréguliers de la main de l'opérateur tout en ajoutant très peu de friction à l'ensemble du mécanisme. De plus, Pascal inventa un reporteur : le sautoir, qui isolait chaque chiffre car il n'était lancé d'un chiffre à l'autre que pour ajouter une unité de retenue à la roue suivante, créant ainsi une progression des retenues en cascade. Grâce au sautoir, la pascaline n’était pas limitée en capacité : « pour la facilité de ce […] mouvement […] il est aussi facile de faire mouvoir mille et dix mille roues tout à la fois, si elles y étaient […] que d'en faire mouvoir une seule ».
À partir de 1649, Pascal cherche à réduire le coût de fabrication de sa machine, qui la rend inaccessible au grand public. En 1654, toutefois, il abandonne le projet, se retirant définitivement du monde de la science pour se consacrer à l'étude de la philosophie et à la religion. Il a trente et un ans.
L'introduction de la pascaline marque le commencement du développement du calcul mécanique en Europe, puis, à partir du milieu du XIXe siècle, dans le monde entier. Ce développement, qui passera des machines à calculer aux calculatrices électriques et électroniques des siècles suivants, culminera avec l'invention du microprocesseur par Intel en 1971,. Mais c'est aussi Charles Babbage qui concevra sa machine analytique de 1834 à 1837, une machine à calculer programmable qui est l'ancêtre des ordinateurs des années 1940, cela en associant les inventions de Blaise Pascal et de Jacquard, commandant, avec des instructions écrites sur des cartes perforées, un des descendants de la pascaline, la première machine qui suppléa l'intelligence de l'homme.
La pascaline fut à l'origine de beaucoup de machines et d'inventions clés de cette industrie. En effet, c'est en cherchant à y ajouter une interface de multiplication automatique que Leibniz inventa son fameux cylindre cannelé (1671) ; Thomas de Colmar s'inspira des travaux de Pascal et de Leibniz quand il conçut son arithmomètre qui, après trente ans de développement, deviendra, en 1851, la première machine à calculer commercialisée au monde ; Dorr E. Felt substitua un clavier à touches aux roues d'entrée de la pascaline pour son comptomètre, qui sera la première machine à calculer utilisant un clavier et, soixante-dix ans plus tard, la première machine à calculer à devenir électronique. La pascaline fut aussi souvent améliorée avec les machines de Boistissandeau en 1730, mais surtout avec les machines de Didier Roth vers 1840, et enfin avec des machines portables jusqu'à l'avènement des premières calculatrices électroniques.

## Précurseurs de la machine à calculer

### Abaques
« Le mot calcul, symbole même de notre ère scientifique et technique, dérive du mot latin calculus qui signifie petit caillou »

« Le désir d’accélérer le calcul mental et d'en réduire l'effort intellectuel, ainsi que celui d'éliminer les erreurs dues à la faillibilité de l'esprit humain, est probablement aussi vieux que l'histoire des mathématiques. Ce désir engendra la création et la construction d'abaques de toutes sortes, commençant avec le groupement de petits objets, comme des cailloux, utilisés initialement en petits tas, puis utilisés comme compteurs sur des planches compartimentées et enfin coulissant sur des fils montés dans un cadre comme dans le boulier.

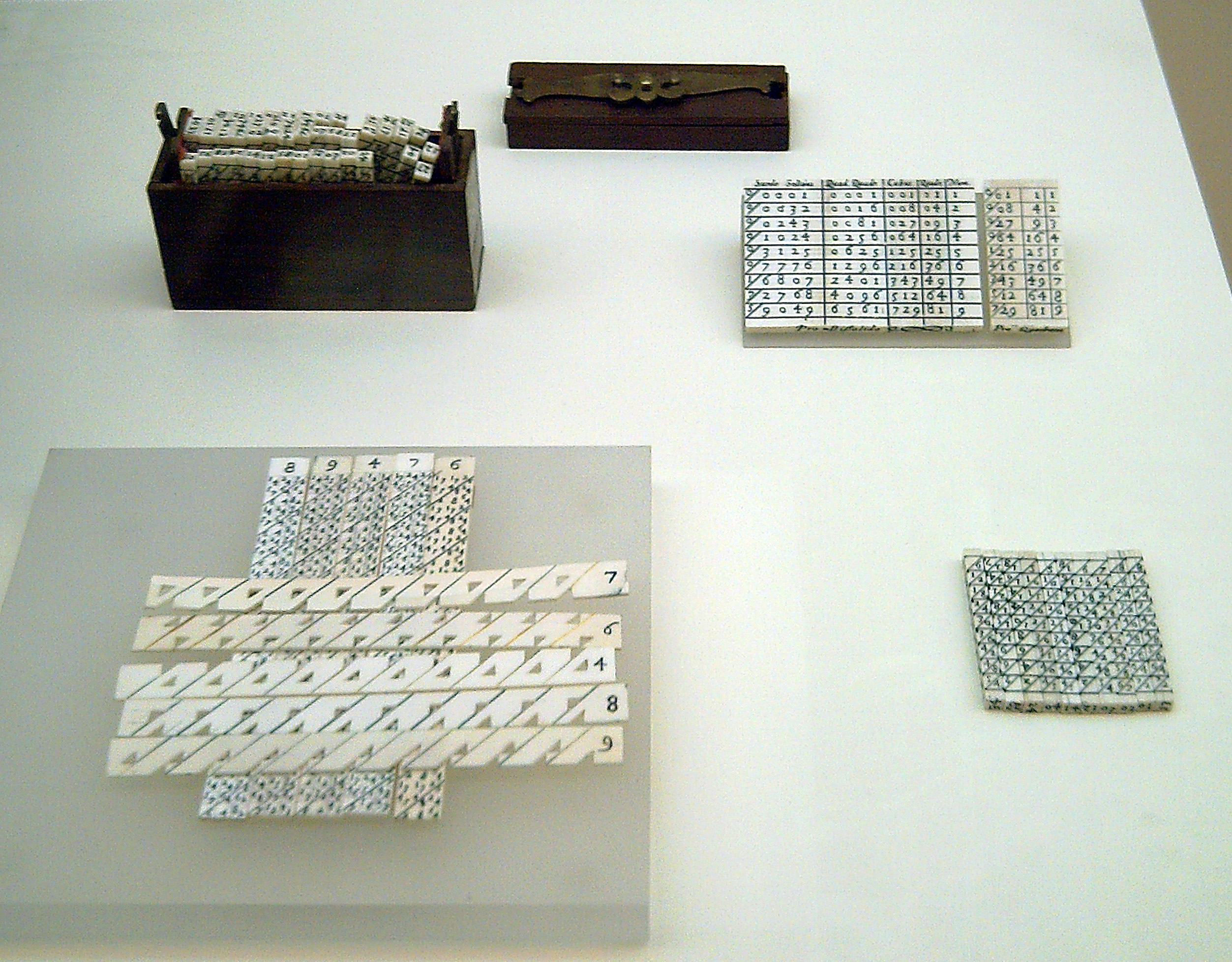
Bâtons de Napier.

Cet instrument fut vraisemblablement inventé par les Sémites, puis adopté en Inde, d'où il se propagea à l'Ouest vers l'Europe et à l'Est vers la Chine et le Japon.
Après le développement du boulier, il n'y eut aucune amélioration des abaques jusqu’à l'invention par John Napier de ses bâtons, ou réglettes de Neper, en 1617. Ces réglettes furent incorporées dans des instruments de formes diverses, parfois approchant le début de la mécanisation du calcul, mais c'est Blaise Pascal qui nous donnera la première machine à calculer au sens du terme que nous utilisons aujourd'hui. »

— Howard Aiken, Introduction de Proposed automatic calculating machine, présenté à IBM en 1937, pour la construction de l'ASCC
Dans les mains d'un professionnel bien entraîné, le boulier était un instrument extrêmement rapide et très fiable, si bien qu'au Japon, en 1946, une compétition de vitesse entre un opérateur japonais, avec son soroban (la version japonaise du boulier), et un opérateur américain, avec un calculateur de bureau dernier cri (machine à calculer électrique), fut gagnée par Kiyoshi Mastuzaki, un employé du service de communication japonais, avec son soroban.

« Une civilisation, au seuil de l'ère atomique, a chancelé lundi après-midi quand l'abaque, vieux de 2 000 ans, battit la machine à calculer électrique dans des épreuves d'addition, de soustraction, de division et dans un problème qui avait toutes ces opérations et même une multiplication ajoutée… La machine à calculer ne gagna que dans l'épreuve de multiplication… »

— Nippon Times, 1946

### Calculateurs analogiques, automates, podomètres

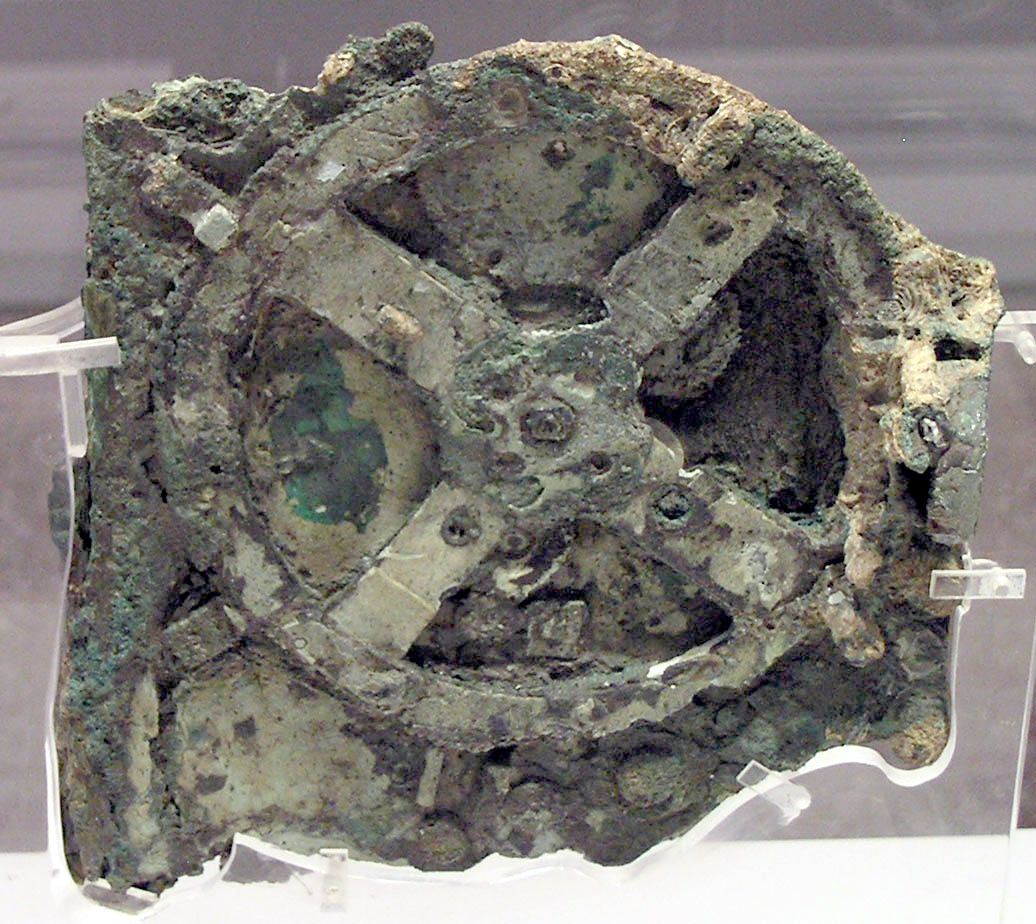
La machine d'Anticythère. Premier calculateur analogique destiné aux calculs astronomiques, activé par une manivelle.

Toutes les machines à engrenage antérieures à la pascaline sont des précurseurs de la machine à calculer. Elles font partie d'une catégorie de calculateurs analogiques mécaniques qui répondent à l'action répétitive et continue d'un stimulateur comme la rotation d'une manivelle ou la descente d'un poids. Une fois que les données initiales sont entrées dans ces machines, elles ne sont plus modifiées que par l'action continue de leurs stimulateurs. Ce genre de machine produit toujours un résultat identique pour des conditions de départ identiques. Certains automates furent aussi des précurseurs de la machine à calculer.

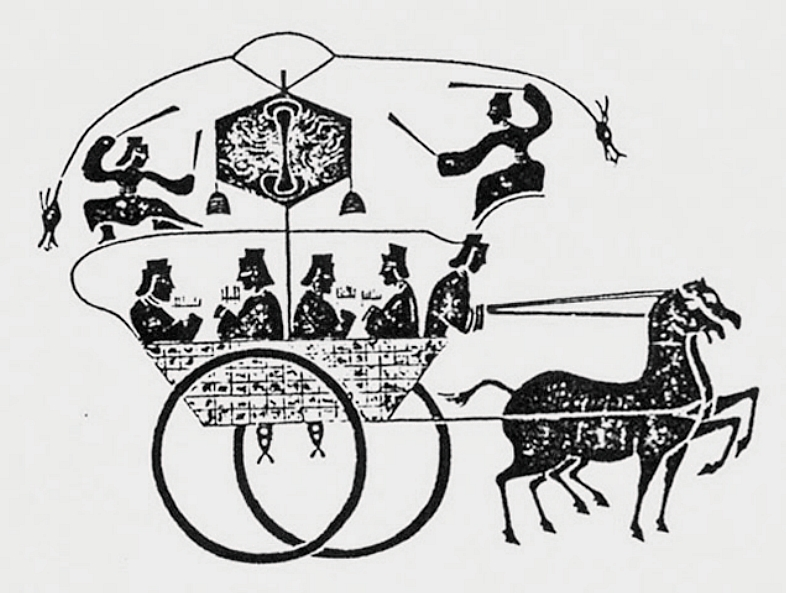
Un carrosse de la dynastie Han avec deux figurines sonnant les distances.

Une liste sommaire se doit d'inclure la machine d'Anticythère, un astrolabe de 87 av. J.-C. unique et sans lendemain, puis les astrolabes et les horloges mécaniques à partir du XIIe siècle. Ces machines permirent aux sociétés qui les produisaient de se familiariser avec la notion de mouvements à engrenage, avec le travail minutieux des métaux qui les composaient et avec leur assemblage,.
Un odomètre, instrument qui mesure la distance parcourue par un véhicule, fut décrit pour la première fois par le Romain Vitruve vers 25 av. J.-C. ; dans le dixième volume de son De architectura, il présente un odomètre, installé dans un chariot, qui consistait en une série de roues dentées liées par une progression de retenue. La première roue était entraînée par une des roues du chariot et la dernière faisait tomber une petite boule dans un sac à chaque mille romain parcouru.
Un texte chinois du IIIe siècle décrit un chariot monté de deux figurines en bois et d'un mécanisme qui faisait donner un coup de tambour à une des figurines tous les lis et qui faisait sonner une cloche à l'autre tous les dix lis.

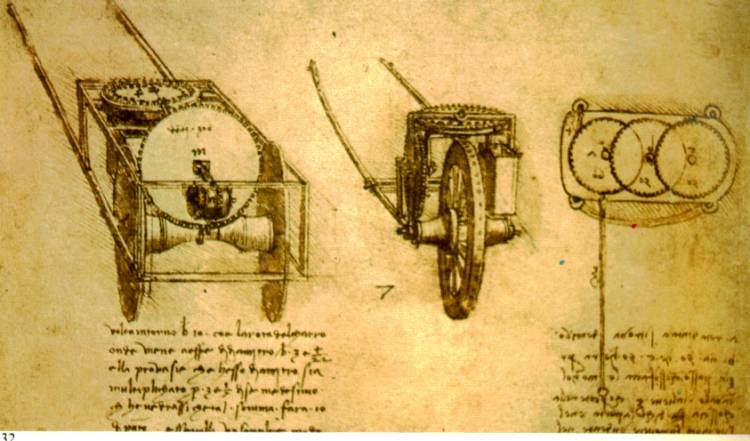
Odomètre de Léonard de Vinci (avant 1519).

Léonard de Vinci dessina un odomètre avant 1519.
En 1525, l'artisan français Jean Fernel créa le premier podomètre, une machine qui compte le nombre de pas d'un homme ou d'un cheval ; il avait la forme d'une montre et avait quatre cadrans d'affichage (unités, dizaines, centaines, milliers) liés par un système de progression de retenue.
En 1623 et 1624, Wilhelm Schickard, un pasteur et universitaire souabe, dessina une horloge à calculer sur deux lettres adressées à Johannes Kepler. La première machine qui devait être construite par un professionnel fut détruite, à moitié finie, dans un incendie en 1624 et Schickard abandonna son projet. Des copies furent construites dans les années 1960, mais il fallut finir la machine avec des roues et des ressorts supplémentaires. De plus, le système de retenue à une dent n'était pas adéquat pour ce type de machine. Ce fut le premier des cinq essais infructueux de construire une machine à calculer en utilisant les rouages et le principe d'une horloge à calculer au XVIIe siècle (Schickard, un horloger de Rouen vers 1643, Burattini, Morland, Grillet). La première horloge à calculer proprement dite fut construite par l'Italien Giovanni Poleni au siècle suivant (1709) et ce n'était pas une machine à mode d'inscription direct (les chiffres étaient inscrits d'abord, puis la machine était mise en marche). En 1730, l'Académie des sciences certifia trois machines inventées par Hillerin de Boistissandeau qui avaient un mécanisme d'horloge à calculer. La première machine utilisait un système de retenue à une dent (comme l'horloge de Schickard), et d'après Boistissandeau lui-même, la machine ne fonctionnait pas correctement après deux reports consécutifs. Les deux autres machines utilisaient des ressorts pour armer les retenues, ce qui est une solution adéquate pour le système de report de retenue d'une horloge à calculer(voir Pascal versus Schickard).

## Historique

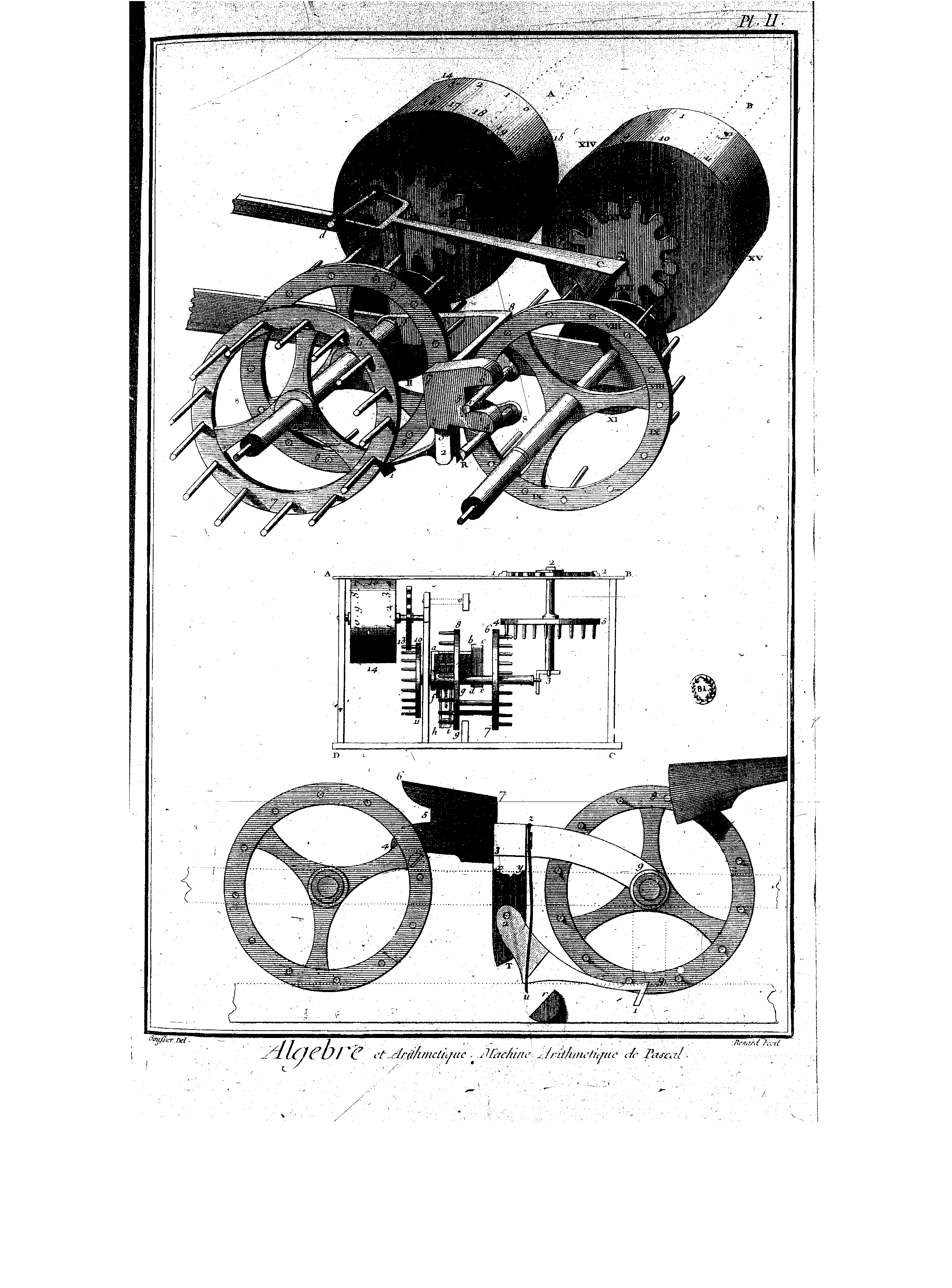
Robert Bénard, Machine arithmétique de Pascal, gravure pour L'Encyclopédie de Diderot et d'Alembert

### Développement
Pascal décida de construire une machine à calculer pour aider son père dont l'occupation demandait beaucoup de calculs, mais qui à l'époque étaient effectués par des calculateurs (humains) avec des jetons ou à la plume. Les calculs comptables de cette époque étaient compliqués du fait que le système monétaire n’était pas décimal puisqu'il comptait 20 sols dans une livre et 12 deniers dans un sol. Il en était de même pour le calcul de longueurs et de poids.
Il commença son développement en 1642 et expérimenta avec une cinquantaine de prototypes avant de s'arrêter sur la conception de la première machine qu'il présentera en 1645 ; voici comment il décrivit son effort :

« Au reste, si quelquefois tu as exercé ton esprit à l'invention des machines, je n'aurai pas grand-peine à te persuader que la forme de l'instrument, en l'état où il est à présent, n'est pas le premier effet de l'imagination que j'ai eue sur ce sujet : j' avais commencé l'exécution de mon projet par une machine très différente de celle-ci et en sa matière et en sa forme, laquelle (bien qu'en état de satisfaire à plusieurs) ne me donna pas pourtant la satisfaction entière ; ce qui fit qu'en la corrigeant peu à peu j'en fis insensiblement une seconde, en laquelle rencontrant encore des inconvénients que je ne pus souffrir, pour y apporter le remède, j'en composai une troisième qui va par ressorts et qui est très simple en sa construction. C'est celle de laquelle, comme j'ai déjà dit, je me suis servi plusieurs fois, au vu et su d'une infinité de personnes, et qui est encore en état de servir autant que jamais. Toutefois, en la perfectionnant toujours, je trouvai des raisons de la changer, et enfin reconnaissant dans toutes, ou de la difficulté d'agir, ou de la rudesse aux mouvements, ou de la disposition à se corrompre trop facilement par le temps ou par le transport, j'ai pris la patience de faire jusqu'à plus de cinquante modèles, tous différents, les uns de bois, les autres d'ivoire et d'ébène, et les autres de cuivre, avant que d'être venu à l'accomplissement de la machine que maintenant je fais paraître ; laquelle, bien que composée de tant de petites pièces différentes, comme tu pourras voir, est toutefois tellement solide, qu'après l'expérience dont j'ai parlé ci-devant, j'ose te donner assurance que tous les efforts qu'elle pourrait recevoir en la transportant si loin que tu voudras, ne sauraient la corrompre ni lui faire souffrir la moindre altération. »

Cette invention le rendit immédiatement célèbre.

### Seule machine à calculer opérationnelle auXVIIesiècle

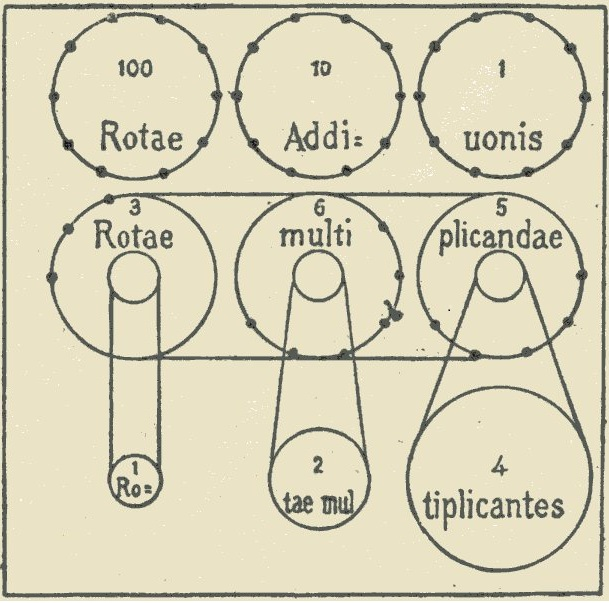
Un dessin de Leibniz qui montre 124 * 365 exécuté sur la pascaline.

Leibniz commença à développer des machines à calculer après la mort de Pascal. Il voulait d'abord construire une machine qui pourrait faire des multiplications automatiquement et qu'il voulait installer directement sur la pascaline, pensant, à tort, que les roues de la pascaline pouvaient être actionnées simultanément. Il abandonna ce projet mais, ce faisant, il fut le premier à décrire un système mécanique de calcul qui se basait sur des roues à nombre variable de dents.
Il décida ensuite de construire une machine tout à fait nouvelle, utilisant pour la première fois dans une machine à calculer des curseurs, une manivelle, un chariot mobile pour les résultats et son cylindre de Leibniz. Toutes ces inventions seront utilisées dans l'arithmomètre, la première machine commercialisée. Il construisit deux machines, une en 1694 et une en 1706. Seule la machine de 1694 nous est parvenue. Elle fut retrouvée après 250 ans d'abandon dans les greniers de l'université de Göttingen. Burkhardt, le premier producteur de clones d'arithmomètres, l'examina à la fin du XIXe siècle et trouva un problème avec le report de retenue.
Il faut aussi noter qu'aucun des essais de produire une machine à calculer à partir d'une base d'horloge au XVIIe siècle ne fut fructueux :
- l'horloge de Schickard était incomplète et avait un mauvais système de retenue à une dent ;
- celle d'un horloger de Rouen vers 1643 a été décrite comme avorton incomplet par Pascal ;
- les machines de Burattini, Morland, Grillet, qui furent les seules machines à nous être parvenues, n'étaient pas des machines à calculer car elles n'avaient pas de système de report de retenue entre les chiffres de l’accumulateur.

Claude Perrault inventa un « Abaque Rhabdologique » vers 1660 qui est souvent confondu pour une machine à calculer car il a un report de retenue automatique, mais c'est un abaque car l'opérateur doit manipuler la machine différemment après une retenue.
Pascal fut donc le premier et le seul à avoir une machine à calculer opérationnelle au XVIIe siècle. La seconde machine opérationnelle fut l'horloge à calculer de l'Italien Giovanni Poleni, construite au début du XVIIIe siècle, en 1709.

### Échec commercial

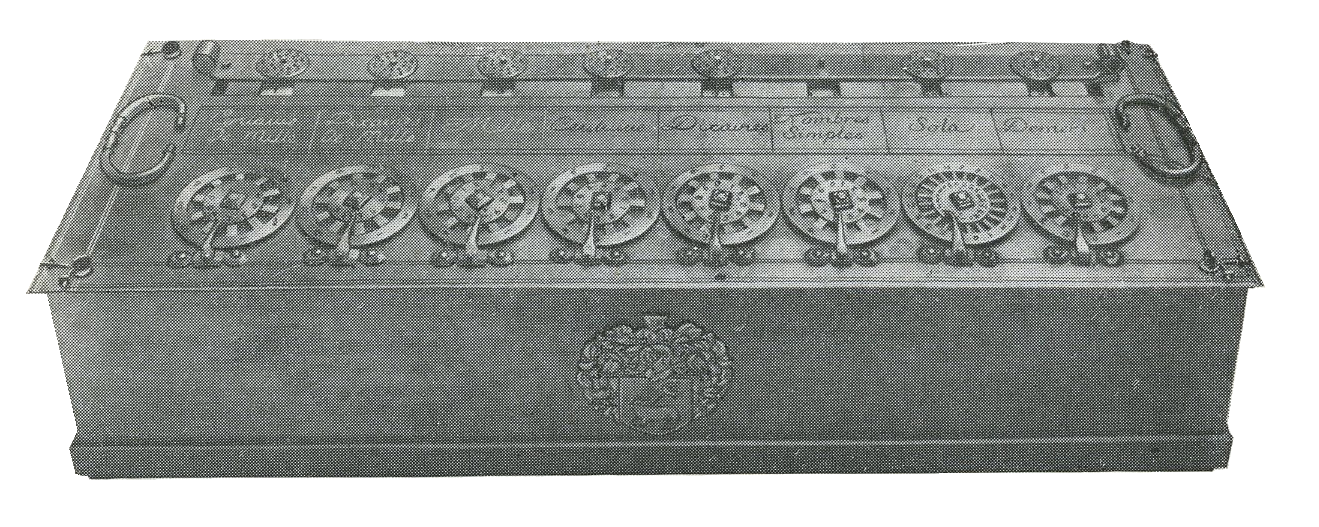
Machine comptable de Louis Périer : les deux roues de droite sont pour les livres et les deniers

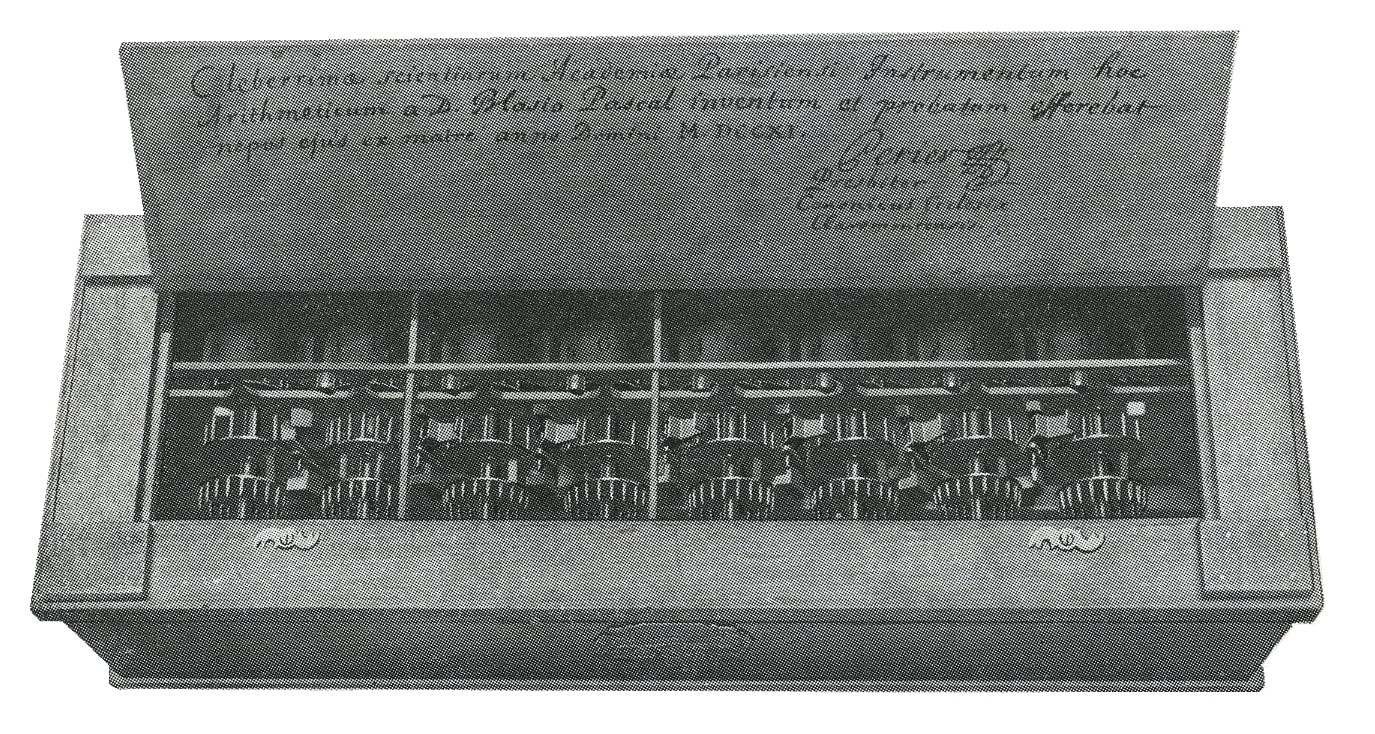
Machine comptable de Louis Périer : le mécanisme complet est exposé par l'ouverture de la trappe d’accès

La commercialisation de la pascaline fut un échec principalement à cause de son prix élevé, qui était de 100 à 400 livres, mais le texte du privilège royal de 1649 montre que Pascal était en train de développer une machine à calculer plus simple :

« Et parce que ledit instrument est maintenant à un prix excessif qui le rend, par sa cherté, comme inutile au public, et qu'il espère le réduire à moindre prix et tel qu'il puisse avoir cours, ce qu'il prétend faire par l'invention d'un mouvement plus simple et qui opère néanmoins le même effet, à la recherche duquel il travaille continuellement, et en y stylant peu à peu les ouvriers encore peu habitués… »

Pascal voulait donc simplifier sa machine et la rendre plus accessible au grand public, mais un accident de carrosse malencontreux, en octobre 1654, le fit se retirer du monde scientifique et se consacrer uniquement à la poursuite de la philosophie et de la religion. L'accident arriva quand deux des quatre chevaux de son carrosse tombèrent dans la Seine sur le pont de Neuilly ; alors, 

« […] il eut beaucoup de peine à revenir d'un long évanouissement ; son cerveau fut tellement ébranlé, que dans la suite, au milieu de ses insomnies et de ses exténuations, il croyait voir de temps en temps, à côté de son lit, un précipice prêt à l'engloutir. »

Cet échec commercial vient aussi du fait que (en parlant des machines de Pascal et de ses successeurs en 1779) :

« […] ces machines sont coûteuses, un peu embarrassantes par le volume, et sujettes à se déranger. Ces inconvénients font plus que compenser leurs avantages. Aussi les Mathématiciens préfèrent-ils généralement les tables des logarithmes, qui changent les opérations les plus compliquées de l’arithmétique en de simples additions ou soustractions, auxquelles il suffit d'apporter une légère attention, pour éviter les erreurs de calcul. »

Il semble aussi qu'au siècle de Pascal, les gens n’avaient pas l'habitude d'utiliser des machines, comme cette mise en garde le montre :

« Il est bon d'avertir que lorsqu'on remarque ainsi qu'en opérant sur une roue, les autres roues changent de chiffre, il ne faut pas s'imaginer qu'il y ait du désordre dans la machine car au contraire… »

### Accomplissements
En plus d'être la première machine à calculer dont la description ait été rendue publique en son temps, la pascaline est aussi :
- la première machine à calculer à posséder un reporteur qui permettait la progression effective des retenues en cascade[14] ;
- la première machine à calculer utilisée dans un bureau (celui de son père pour le calcul d'impôt et la levée des tailles) ;
- la première machine à calculer commercialisée (avec vingt exemplaires construits[2]) ;
- la première machine brevetée (privilège royal de 1649[10]) ;
- la seule machine arithmétique décrite dans l'encyclopédie de Diderot & d'Alembert (1751) :

« La première machine arithmétique qui ait paru est de Blaise Pascal, né à Clermont en Auvergne le 19 juin 1623 ; Il l'inventa à l'âge de dix-neuf ans. On en a fait quelques autres depuis qui, au jugement même de MM. de l’Académie des Sciences, paraissent avoir sur celle de Pascal des avantages dans la pratique ; mais celle de Pascal est la plus ancienne ; elle a pu servir de modèle à toutes les autres ; c'est pourquoi nous l'avons préférée. »

- la première machine à calculer disponible chez un distributeur (« le Sieur de Roberval… au Collège Maître Gervais… tous les matins jusqu'à huit heures[15] ») ;
- la première machine à calculer utilisant d'autres bases que la base dix et adaptant dans la même machine plusieurs bases. Une machine compte les deniers (12 par sol), les sols (20 par livre) et les livres en utilisant des roues de 12, 20 et 10 dents. Une autre machine compte les pouces, pieds et toises (12, 12, 6, 10 dents) ;
- la première machine à avoir été copiée (premier clone par un horloger de Rouen avant 1645[15]).

## Éloges littéraires
Le génie de Pascal et sa machine furent célébrés par les plus grands écrivains français :

« Il y avait un homme qui à douze ans avec des barres et des ronds avait créé les mathématiques ; qui à seize avait fait le plus savant traité des coniques qu'on eût vu depuis l'antiquité ; qui à dix-neuf réduisit en machine une science qui existe tout entière dans l'entendement ; qui à vingt-trois ans démontra les phénomènes de la pesanteur de l'air, et détruisit une des grandes erreurs de l'ancienne physique ; qui à cet âge où les autres hommes commencent à peine de naître, ayant achevé de parcourir le cercle des sciences humaines, s’aperçut de leur néant, et tourna ses pensées vers la religion ; qui depuis ce moment jusqu’à sa mort, arrivée dans sa trente-neuvième année, toujours infirme et souffrant, fixa la langue que parlèrent Bossuet et Racine, donna le modèle de la plus parfaite plaisanterie comme du raisonnement le plus fort ; enfin, qui, dans les courts intervalles de ses maux, résolut par abstraction un des plus hauts problèmes de géométrie et jeta sur le papier des pensées qui tiennent autant du dieu que de l’homme : cet effrayant génie se nommait Blaise Pascal. »

— Chateaubriand, le Génie du christianisme

« Pascal, fou sublime, né un siècle trop tôt. »

— Voltaire
Dans sa lettre dédicatoire au chancelier Seguier, Pascal parle des sciences diverses qu'il utilisa pour construire sa machine d'arithmétique: « Les lumières de la géométrie, de la physique et de la mécanique m'en fournirent le dessein ». À la suite du trois centième anniversaire de sa naissance, Léon Brunschvicg expliqua que :

« […] l'universalité de l'hommage rendu à Pascal, chez nous et dans le monde, avait sa raison dans l'unité d'un génie véritablement universel. Il arrive, en effet, que certains hommes sont doués d'un certain génie, correspondant au développement extraordinaire d'une faculté maîtresse nettement définie, à l'impérieux appel d'une vocation bien déterminée. Mais à d'autres il est donné d'incarner le génie lui-même, parce qu'ils semblent défier la théorie des facultés, planer au-dessus de toute classification. D'eux, on ne peut pas dire qu'ils sont ceci ou cela ; ils sont ceci et cela, dominant toute matière à laquelle il leur a plu de s'appliquer, y imprimant, pour la durée des temps, la trace de leur passage. À l'un des premiers rangs, dans cette famille supérieure, il y a Blaise Pascal. »

— Léon Brunschvicg, Le génie de Pascal, 1924
Pascal lui-même remarqua que :

« La machine d'arithmétique fait des effets qui approchent plus de la pensée que tout ce que font les animaux ; mais elle ne fait rien qui puisse faire dire qu'elle a de la volonté, comme les animaux. »

— Pascal, Pensées
Son génie et sa machine furent aussi célébrés par quelques poèmes d'auteurs moins connus :
| Je me rencontrai l'autre jour Dedans le petit Luxembourg Auquel beau lieu que Dieu bénie Se trouva grande Compagnie Tant duchesses que cordons-bleus, Pour voir les effets merveilleux D'un ouvrage d’arithmétique Autrement de Mathématique, Où, par un talent sans égal Un auteur, qu'on nomme Pascal, Fit voir une spéculative Si claire et si persuasive Touchant le calcul et le jet, Qu'on admira le grand projet. Il fit encor sur les fontaines Des démonstrations si pleines D'esprit et de subtilité, Que l'on vit bien, en vérité, Qu'un très beau génie il possède, Et qu'on le traite d'Archimède. Jean Loret, La Muse historique, 1652 | À Monsieur Pascal le fils, sur son instrument pour l’arithmétique Cher Pascal, qui comprends, par un subtil savoir, Ce que la mécanique a de plus admirable, Et de qui l'artifice aujourd'hui nous fait voir D'un merveilleux génie une preuve durable, Avec ton grand esprit, que sert-il d'en avoir ? Compter fut l'action d'un homme raisonnable, Et voilà maintenant, ton art inimitable Aux esprits les plus lourds en donne le pouvoir. Il ne faut pour cet art ni raison ni mémoire, Par toi chacun l'exerce, et sans peine, et sans gloire, Puisque chacun t'en doit et la gloire et l'effet. Ton esprit est semblable à cette âme féconde Qui va s'insinuant partout dedans le monde, Et préside et supplée à tout ce qui s'y fait. Charles de Vion d'Alibray |

## Applications

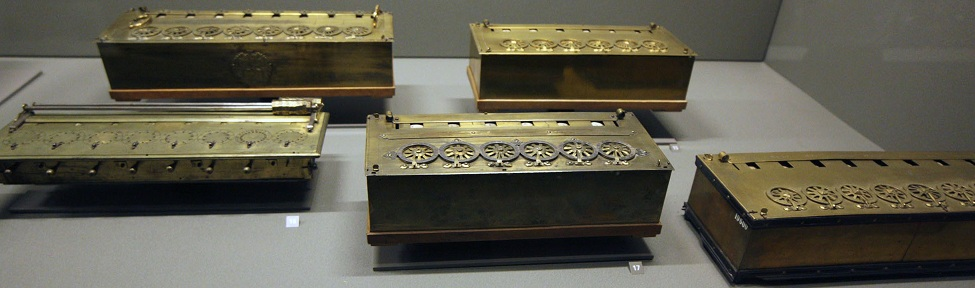
Quatre pascalines de différentes capacités et un clone de Lépine, au Musée des arts et métiers à Paris.

La roue pascaline comptait dans le système décimal le nombre d'unités d'un ensemble de mesures non décimales de l'Ancien Régime. Pour cela, il fallait des machines avec des roues de :
- 6 dents pour les pieds (6 pieds dans une toise) ;
- 10 dents pour les livres et les toises et pour le système décimal/scientifique ;
- 12 dents pour les deniers (12 deniers dans un sol), les pouces (12 pouces dans un pied) et les lignes (12 lignes dans un pouce) ;
- 20 dents pour les sols (20 sols dans une livre).

Trois types de machines nous sont parvenus : scientifiques, comptables et géomètres.
|                        | Toutes les autres roues                                            | 4e roue          | 3e roue           | 2e roue          | 1re roue        |
| ---------------------- | ------------------------------------------------------------------ | ---------------- | ----------------- | ---------------- | --------------- |
| Décimale/ Scientifique | Dizaine de milliers… base 10                                       | Milliers base 10 | Centaines base 10 | Dizaines base 10 | Unités base 10  |
| Comptable              | Centaines… base 10                                                 | Dizaines base 10 | Livres base 10    | Sols base 20     | Deniers base 12 |
| Géomètre               | Dizaines… base 10                                                  | Toises base 10   | Pieds base 6      | Pouces base 12   | Lignes base 12  |
|                        | Les cases jaunes représentent la partie décimale de chaque machine |                  |                   |                  |                 |

## Machines connues et recensées
D'une vingtaine de machines produites au XVIIe siècle, il n'en subsiste que huit. Une neuvième machine fut construite au XVIIIe siècle avec des pièces restantes, elle est appelée machine tardive :
| Lieu                                                                         | Pays       | Nom de la machine        | Type         | Roues | Configuration        | Remarques |
| ---------------------------------------------------------------------------- | ---------- | ------------------------ | ------------ | ----- | -------------------- | --- |
| musée du CNAM Paris                                                          | France     | Chancelier Séguier       | Comptable    | 8     | 6 × 10 + 20 + 12     | |
| musée du CNAM Paris                                                          | France     | Reine Christine de Suède | Scientifique | 6     | 6 × 10               | |
| musée du CNAM Paris                                                          | France     | Louis Périer             | Comptable    | 8     | 6 × 10 + 20 + 12     | Louis Périer, le neveu de Pascal, l'offrit à l'Académie des sciences de Paris. |
| musée du CNAM Paris                                                          | France     | Tardive                  | Comptable    | 6     | 4 × 10 + 20 + 12     | Cette machine aurait été construite au XVIIIe siècle avec des pièces restantes. |
| musée Henri-Lecoq Clermont-Ferrand                                           | France     | Marguerite Périer        | Scientifique | 8     | 8 × 10               | Marguerite (1646-1733) était la nièce et la filleule de Pascal. |
| musée Henri-Lecoq Clermont-Ferrand                                           | France     | Chevalier Durant-Pascal  | Comptable    | 5     | 3 × 10 + 20 + 12     | Seule machine ayant un coffret. |
| Collections nationales de Dresde (salon des mathématiques et de la physique) | Allemagne  | Reine de Pologne         | Comptable    | 10    | 8 × 10 + 20 + 12     | la deuxième roue (roue des sols), bien que de dix dents, est contenue dans une roue fixe de 20 segments et devrait donc avoir 20 dents. Ceci peut être attribué à une mauvaise restauration. |
| collection Léon Parcé (d)                                                    | France     |                          | Géomètre     | 8     | 5 x 10 + 6 + 12 + 12 | Cette machine fut achetée en 1942, dans l'Allier, chez un brocanteur, comme boîte à musique cassée.                                                                                          |
| collection IBM                                                               | États-Unis |                          | Comptable    | 8     | 6 × 10 + 20 + 12     | |

## Composants

### La platine

#### Vue d'ensemble

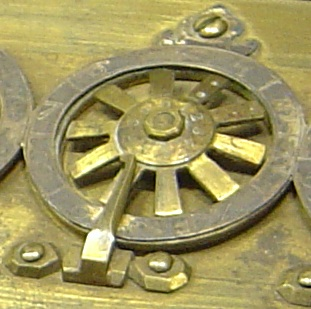
Roue d'inscription
Deux poinçons sur deux rayons consécutifs (en haut à droite) marquent l'emplacement de remise à zéro pour cette roue.
Il y a une rondelle de soustraction mais les chiffres sont à peine visibles.

La platine a deux parties bien distinctes : la partie basse, qui permet l'entrée des données et qui est composée de roues d'inscriptions qui ressemblent aux cadrans téléphoniques du milieu du XXe siècle, et la partie haute, composée d'un ensemble de lucarnes, qui servent à l’affichage des résultats. Chaque lucarne de résultat présente deux chiffres. Ils sont positionnés au-dessus l'un de l'autre et sont complémentaires dans la base choisie ; une barre horizontale, coulissante, masque une ligne à la fois, montrant ainsi soit tous les nombres directs quand elle est le plus près du bord de la machine, soit tous leurs compléments quand elle est positionnée vers le centre de la machine. Chaque lucarne de résultat est directement associée à une roue d'inscription.

#### Roue d'inscription
Pour une roue de 10 chiffres, l’extérieur fixe est numéroté, dans le sens des aiguilles d'une montre, à partir du butoir, avec une suite de nombres d'ordre décroissant de 9 à 0. Une roue étoilée mobile à 10 rayons est positionnée à l’intérieur de ce cadran. Pour ajouter 5, il suffit de positionner la pointe d'un stylet entre les rayons qui encadrent le chiffre 5 et de tourner la roue, dans le sens des aiguilles d'une montre, jusqu'au butoir.

#### Rayons contigus marqués
Sur toutes les machines, les roues ont des marques sur deux rayons consécutifs de la roue étoilée. Le type de marque dépend de la machine (ce sont deux poinçons sur la photo de droite). En positionnant le stylet entre ces deux rayons et en tournant jusqu'au butoir, la roue concernée est mise à son maximum (5, 9, 11, 19), prête à être remise à zéro. En effet, la roue étoilée est solidaire de son cylindre d'affichage (c'est pourquoi elle tourne d'un cran pendant un report de retenue) et, donc, chaque position de la roue correspond à un nombre sur son cylindre. Pour inscrire ces rayons pendant la fabrication d'une machine, il suffit d'amener le cylindre à son maximum et de marquer le rayon en dessous du butoir et celui immédiatement à sa droite.
Ces deux rayons marqués peuvent aussi être utilisés pour entrer le premier nombre d'une soustraction dans la fenêtre des compléments. L’opérateur doit inscrire les chiffres de droite à gauche ; pour chaque chiffre dans le nombre, il suffit d’encadrer sa représentation sur la jante fixe avec ces deux rayons sans oublier de le faire aussi pour les zéros d'ordre supérieur. Si l'on procède ainsi, il n'est pas nécessaire de remettre la machine à zéro préalablement.

#### Les rondelles de mémoire
Quatre des neuf machines recensées possèdent des rondelles de mémoire montées sur la barre horizontale coulissante. Elles sont appelées roues de quotient ou cercles de quotient et sont utilisées par l’opérateur pour mémoriser les quotients dans une division.

#### Les rondelles concentriques de soustraction
Quatre machines possèdent des rondelles concentriques de soustraction. Ces rondelles sont solidaires des roues étoilées qui les supportent, elles sont placées en leurs centres et tournent avec elles. Il suffit de positionner la pointe d'un stylet entre les rayons qui encadrent un chiffre gravé sur ces rondelles et de tourner dans le sens des aiguilles d'une montre jusqu'au butoir pour inscrire ce chiffre directement dans la fenêtre de soustraction. Les deux rayons contigus encadrent le chiffre 0 de la rondelle de soustraction.

### Rouages internes

#### Miniaturisation d'un mécanisme d'horloge de clocher
Pascal passa un peu plus de deux ans pour trouver un mécanisme qui fonctionne, nous savons que son troisième prototype était encore basé sur un mécanisme d'horloge à calculer. Finalement, c'est en miniaturisant des rouages à lanterne, qui se trouvent dans les rouages de moulins à eau et dans ceux d'horloges d'édifice, et qui permettent de résister à des forces et à des secousses très fortes, en ajoutant très peu de friction, qu'il réussira.
|  |  |  |

Dans le dessin coloré ci-dessus, les rouages bleus (entrée des données) s’emboîtent avec les jaunes (application des règles d'arithmétique, recevant le sautoir du chiffre précédent et prêt à envoyer son propre sautoir au chiffre suivant) qui eux-mêmes font tourner les rouages d'affichage (rouges). L’intersection de deux cylindres perpendiculaires se fait théoriquement en un point, donc la friction de tous ces cylindres pour un chiffre donné est théoriquement minimale et presque non existante.

#### Roue à cliquet
Pascal adapta aussi une roue à cliquet, qui limite la rotation du mécanisme à un seul sens mais, dans son utilisation, il l'utilisa aussi pour centrer la roue d'affichage et le mécanisme de retenue parfaitement, tout cela en apportant le moins de friction possible durant son utilisation. Pour une roue donnée, ce mécanisme marcherait six fois si l'opérateur ajoutait un six à la roue d'inscription correspondante.

### Le sautoir

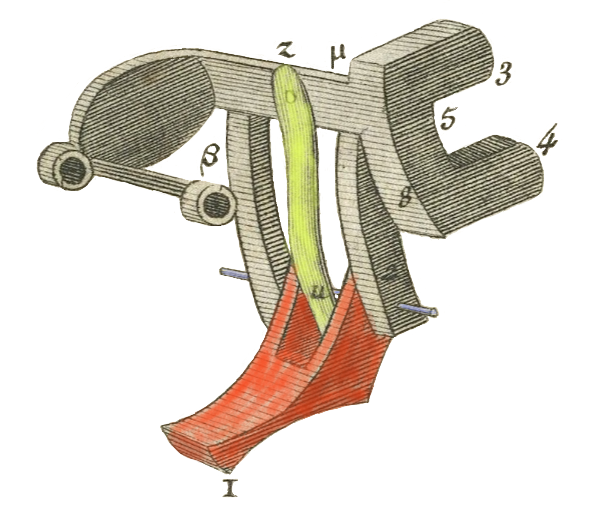
Le sautoir
Le cliquet (en rouge) avec son ressort (en jaune) qui le pousse contre une des chevilles de la roue suivante.
(détail d'une planche de 1779 coloriée)

#### Principe de fonctionnement
Pascal disait à propos du sautoir :

« […] pour la facilité de ce […] mouvement […] il est aussi facile de faire mouvoir mille et dix mille roues tout à la fois, si elles y étaient, quoique toutes achèvent leur mouvement très parfait, que d'en faire mouvoir une seule (je ne sais si, après le principe sur lequel j'ai fondé cette facilité, il en reste un autre dans la nature)… »

Une machine à dix mille roues marcherait aussi bien qu'une machine à deux roues car chaque roue d’entrée est totalement indépendante des autres. Quand il est temps de transmettre l'information de retenue, la roue concernée envoie son sautoir vers la roue suivante sans qu'il y ait de contact entre les deux roues. En tombant de son seul poids, le sautoir se lance vers la roue suivante comme un acrobate qui se jette d'un trapèze à un autre sans que les trapèzes se touchent. Toutes les roues (avec engrenages et sautoir) sont ainsi identiques en poids et en taille quel que soit le nombre de roues.
Pascal utilisa la gravité pour « armer » ses sautoirs. Il faut tourner une roue de cinq crans pour armer le sautoir totalement (il est engagé quand le chiffre du cadran est à 4 et monte progressivement jusqu'à 9). En revanche, quand il transmet la retenue, le sautoir ne doit faire tourner la roue suivante que d'un cran. Le sautoir a donc un surplus d’énergie important, ce qui permet au système de retenue de ne jamais se bloquer.
Tous les sautoirs sont armés par l'entrée des données et par les retenues des roues précédentes. Pour remettre à zéro une machine de dix mille chiffres, si elle existait, il faudrait amener chacun des dix mille cadrans à neuf (ce qui armerait tous les sautoirs) puis ajouter un 1 à la roue des unités. La propagation des retenues ressemblerait alors à un effet domino très rapide.

#### Les trois phases de progression de retenue

Les trois temps de l'utilisation du sautoir.
(détail d'une planche de 1779 coloriée)

L'image de droite montre les trois différentes phases de progression de retenue.
1. Pour une roue décimale, c'est pendant que le résultat affiché va de 4 à 9 que, l'une après l'autre, les deux chevilles de retenue lèvent le sautoir en le poussant sur sa partie échancrée (3, 4, 5). Pendant ce temps, le cliquet (1) est poussé contre une des chevilles de la roue de retenue grâce à son ressort (z,u) mais il n'a aucun effet sur cette roue car le cliquet supérieur (C) l'en empêche.
2. La retenue se transmet quand le cadran d'affichage va de 9 à 0. En premier lieu, le cliquet (1) dépasse la cheville sur laquelle il était appuyé et son ressort le pousse au-dessus de celle-là prêt à la pousser quand il retombera ; le sautoir continue de monter puis, un instant plus tard, la deuxième cheville de retenue le laisse tomber. Le sautoir est maintenant en chute libre[54].
3. Le cliquet (1) entre en contact avec la cheville de la roue de retenue et la pousse sous l'action de la pesanteur. La roue tourne et le cliquet supérieur (C) se cale entre les deux chevilles suivantes. Le tout s’arrête quand la partie (T) du sautoir rentre en contact avec le butoir (R).

#### Compétition
Il fallut attendre trois siècles pour voir ce mécanisme amélioré avec le comptomètre A de Dorr E. Felt. Felt utilisa des ressorts pour armer ses retenues et, comme avec la pascaline, plus le nombre affiché est haut, plus le ressort est armé, prêt à délivrer sa retenue à l'ordre suivant.

## Notices d'utilisation
Pascal pensait qu'une notice d'utilisation n'était pas nécessaire :

« […] tu jugeras que cette doctrine est du nombre de celles qui ne peuvent être enseignées que de vive voix, et qu'un discours par écrit en cette matière serait autant et plus inutile et embarrassant que celui qu'on emploierait à la description de toutes les parties d'une montre, dont toutefois l'explication est si facile, quand elle est faite bouche à bouche… »

Il y a une exception décrite dans la Lettre à la Sérénissime Reine de Suède (juin 1652), qu'il écrivit quand il lui fit don d'une de ses machines. Cette lettre dit que M. de Bourdelot, la personne chargée de délivrer cette machine, avait aussi en sa possession un discours qui expliquait :

« […] toute l'histoire de cet ouvrage, l'objet de son invention, l'occasion de sa recherche, l'utilité de ses ressorts, les difficultés de son exécution, les degrés de son progrès, le succès de son accomplissement et les règles de son usage. »

Ce discours, qui serait le seul manuel d’utilisation écrit par Pascal, n'a jamais été retrouvé.

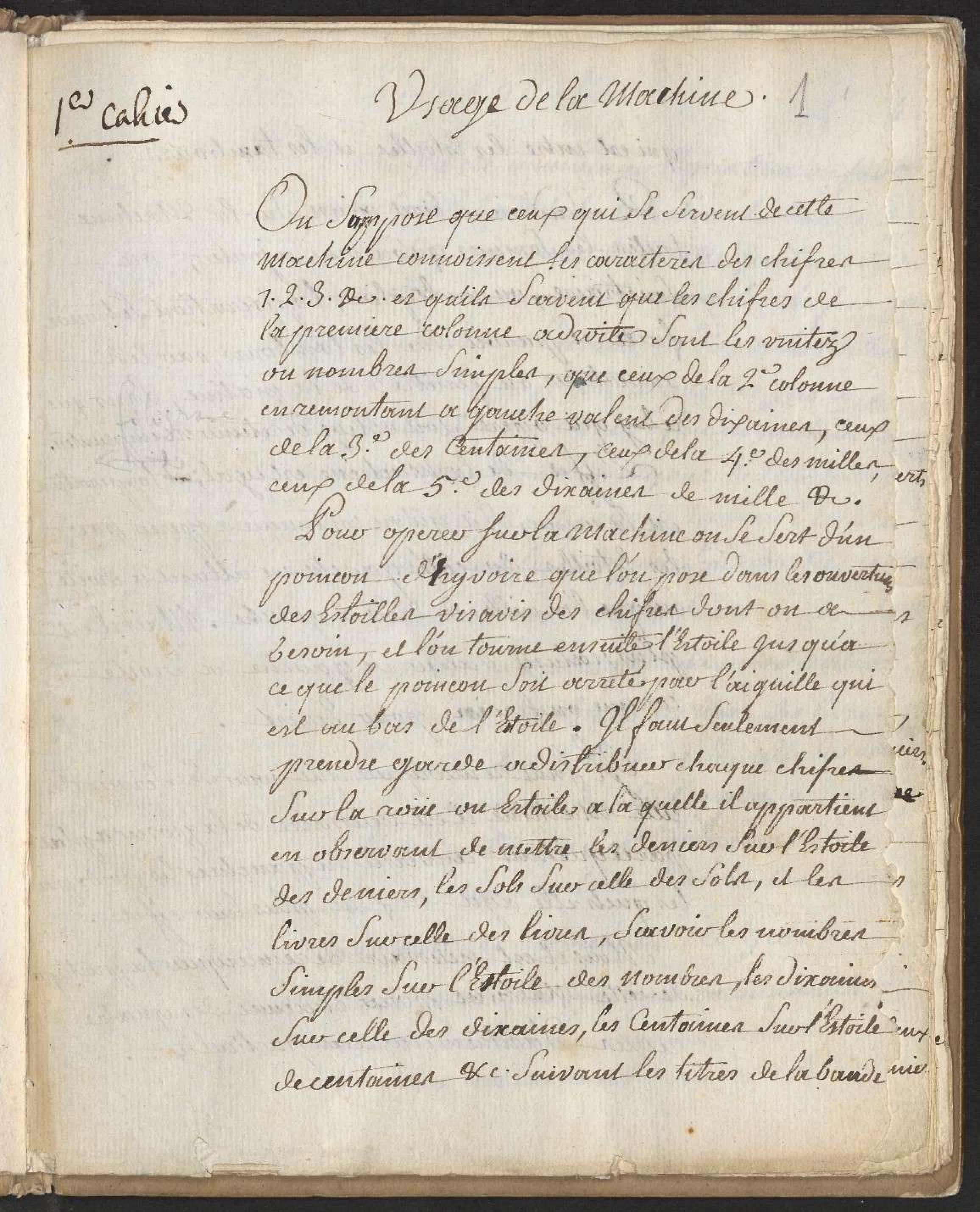
L'usage de la machine. Bibliothèque du Patrimoine de Clermont Auvergne Métropole.

En 1982, la municipalité de Clermont-Ferrand fit l'acquisition de la copie d'une notice d'utilisation exécutée au XVIIIe siècle et dont l'auteur pourrait être Étienne Périer. Cette copie intitulée Usage de la machine fut publiée en 1986 dans le numéro 8 du Courrier du centre international Blaise Pascal de Clermont-Ferrand.

## Les opérations

### Principe
On ne peut effectuer directement que des additions et des soustractions. Les soustractions utilisent le principe du complément à 9. Elles se font aussi facilement que des additions et sont effectuées dans la fenêtre des compléments.
Rien n'empêche de faire des multiplications par additions successives, ni des divisions par soustractions successives. Ce que nous trouverions un peu fastidieux devait être jugé très commode à l'époque de Pascal. Des rondelles de mémoire, présentes sur certaines machines, permettent de conserver des résultats intermédiaires.

### Complément à 9
Le complément à 9 d'un chiffre décimal d est 9 - d. Donc, le complément à 9 de 4 est 5 et de 9 est 0. D'une manière similaire, le complément à 11 de 3 est 8.
Dans une machine décimale à n chiffres, le complément à 9 d'un nombre A vaut :
CP(A)= 10n - 1 - A
donc le complément à 9 de (A - B) vaut :
CP(A - B)= 10n -1 - (A - B) = 10n -1 - A + B = CP(A) + B
CP(A - B)= CP(A) + B
Le complément à 9 de la différence de deux nombres est donc la somme du complément à 9 du premier nombre et du second nombre. Le même principe peut être appliqué à des nombres composés de chiffres de bases différentes (base 6, 10, 12, 20) comme sur les machines comptables et géomètres.
Ce résultat peut aussi être étendu à :
CP(A - B - C - D - E)= CP(A) + B + C + D + E
Ceci appliqué à une pascaline décimale :
| CP(A) :     | La machine est à zéro. le complément à 9 du premier nombre est composé en utilisant les rondelles concentriques de soustraction (ou l'opérateur peut aussi composer le complément à 9 du premier chiffre directement). Le nombre direct est affiché dans la fenêtre des compléments (le complément du complément est le chiffre lui-même CP(CP(A))= A). |
| B :         | Puis le deuxième nombre est entré, c'est une addition. |
| CP(A - B) : | Le résultat (A - B) est présent dans la fenêtre des compléments car CP(CP(A - B))= A - B. |

Le même principe est valable et peut être utilisé avec les pascalines non décimales (comptable et géomètre).
Le complément à 9 est aussi appelé complément pascalien dans certains livres.

### Remise à zéro de la machine
Ceci se fait en utilisant les rayons contigus marqués. Pour chaque roue de la machine, il faut positionner le stylet entre ces deux rayons et tourner jusqu'au butoir. Ceci peut se faire dans n’importe quel ordre mais doit être fait sur tous les cadrans. Puis il faut ajouter un au chiffre des unités. Si la barre horizontale est en position d'addition, toutes les roues se remettent à zéro, et si elle est en position de soustraction, chacune est mise à son maximum. Dans les deux cas, les rayons contigus marqués encadrent le chiffre maximum de chaque roue d'inscription.
Il faut remarquer que la remise à zéro, nécessaire avant chaque nouvelle opération, prouve que la machine fonctionne parfaitement bien car elle force un report de retenue sur toutes les roues. Ceci est un testament de la solidité et de la qualité de la pascaline car aucune des critiques de la pascaline formulées au XVIIIe siècle n'a parlé de problèmes avec le système de retenue, et pourtant il était entièrement testé, sur toutes les machines, avant toute opération.
| 0 | 0 | 0 | 0 | 0 |
| 9 | 9 | 9 | 9 | 9 |

| 9 | 9 | 9 | 9 | 9 |
| 0 | 0 | 0 | 0 | 0 |

### Addition
La barre horizontale doit être placée près du bord de la machine en position d'addition. Après avoir mis la machine à zéro, il suffit d'inscrire les nombres les uns après les autres en utilisant les roues étoilées et le stylet. C'est un mode d'inscription direct, donc les retenues se font durant l'inscription des nombres.
Voici comme exemple l'opération: 12.345 + 56.789 = 69.134
| 8 | 7 | 6 | 5 | 4 |
| 1 | 2 | 3 | 4 | 5 |

| 3 | 0 | 8 | 6 | 5 |
| 6 | 9 | 1 | 3 | 4 |

### Soustraction
Pendant les deux étapes de la soustraction, l'accumulateur aura les valeurs CP(A) au début puis CP(A - B) après l'addition de B. En utilisant la fenêtre des compléments, nous voyons CP(CP(A)) qui est A et ensuite CP(CP(A - B)) qui est (A - B).
Une soustraction est similaire à une addition ; les deux seules différences sont le choix de la fenêtre de résultat (direct/complément) et la méthode d'entrée du premier nombre (direct/complément).
La barre horizontale doit être placée près du centre de la machine en position de soustraction et expose donc le complément des nombres inscrits. Une remise à zéro de la machine fait apparaître le chiffre maximum sur chaque roue de la forme 99999xxx, x étant un des chiffres 5, 9, 11 ou 19 et dépend du type de machine utilisée (comptable, scientifique, géomètre). Il y a trois méthodes pour inscrire le premier nombre :
- Si la machine a des rondelles concentriques de soustraction, pour chaque chiffre dans le nombre, il suffit de le trouver sur sa rondelle de soustraction, de positionner la pointe d'un stylet entre les rayons qui l’entourent et de tourner la roue étoilée dans le sens des aiguilles d'une montre jusqu'au butoir.
- Une autre méthode, aussi simple, est d'utiliser les rayons contigus marqués et, pour chaque chiffre dans le nombre, il suffit de tourner la roue étoilée dans le sens des aiguilles d'une montre et de s’arrêter quand ces rayons contigus marqués l'encadrent. Après une remise à zéro, et sur toutes les roues, les rayons contigus marqués encadrent le chiffre maximum (5, 9, 11, 19) de la jante fixe.
- L’opérateur peut aussi utiliser le complément de ce nombre et l'inscrire comme pour une addition. Par exemple, pour faire apparaître 710 dans la fenêtre des compléments d'une machine décimale, il suffit d'inscrire 289 avec les roues étoilées.

Sur une machine de grande capacité et si les nombres à soustraire sont petits, l’opérateur peut soit mettre les chiffres d'ordres supérieurs à zéro, soit les garder à 9, à condition de ne pas les considérer dans le résultat de la soustraction suivante.
L’opérateur peut soustraire autant de nombres qu'il veut tant que le nombre à soustraire est plus petit que le résultat de l’opération précédente.
Les rondelles de mémoire peuvent être utilisées pour mémoriser le résultat d'une soustraction si ce nombre est à utiliser dans une addition suivante.
Voici comme exemple l'opération : 54.321 - 12.345 = 41.976.
| 9 | 9 | 9 | 9 | 9 |
| 0 | 0 | 0 | 0 | 0 |

| 5 | 4 | 3 | 2 | 1 |
| 4 | 5 | 6 | 7 | 8 |

| 4 | 1 | 9 | 7 | 6 |
| 5 | 8 | 0 | 2 | 3 |

## PascalversusSchickard

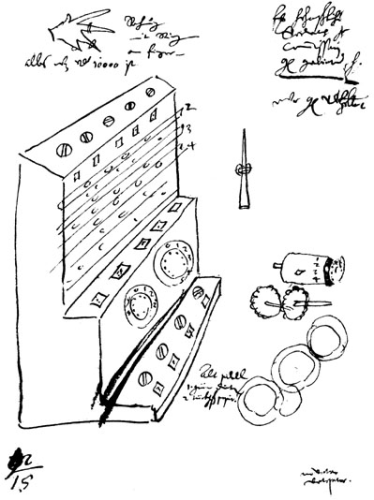
Horloge à calculer de Schickard

À partir de l'introduction de la pascaline et pendant plus de trois siècles, Pascal fut connu et célébré comme l'inventeur de la machine à calculer.
Ce fait fut remis en question par Franz Hammer, un écrivain biographe de Kepler, qui annonça en 1957 que deux lettres inconnues, écrites par Wilhelm Schickard à son ami Johannes Kepler, venaient d’être retrouvées après trois siècles d’absence. Chacune de ces lettres avait le dessin et la description d'une horloge à calculer oubliée.
Hammer extrapola ses hypothèses et déclara que si cette machine n'avait pas été oubliée et si ses dessins n'avaient pas été perdus pendant plus de trois siècles, elle aurait été considérée comme la première machine à calculer puisqu'elle précédait l'invention de Pascal de vingt ans.
Tous les faits vont à l'encontre des spéculations de Hammer[réf. nécessaire].

### Horloges à calculer: impossibles à construire auXVIIesiècle
Trois machines construites au XVIIe siècle avec des rouages d'horloge nous sont parvenues. La machine de Burattini (1659), de Morland (1666) et de Grillet (1673). Aucune de ces machines ne possède un système de report de retenues proprement dit. Les deux premières ont une petite roue de retenue située au-dessus de chaque chiffre, mais il n'y a pas de lien entre les chiffres. Celle de Grillet possède vingt-sept roues indépendantes sans aucun système de retenue.
Un horloger de Rouen, ayant pris connaissance des travaux de Pascal, construisit et vendit une horloge à calculer vers 1643. Pascal licencia tous ses ouvriers dès qu'il apprit la nouvelle : « L'aspect de ce petit avorton me déplut au dernier point et refroidit tellement l'ardeur avec laquelle je faisais lors travailler à l'accomplissement de mon modèle qu'à l'instant même je donnai congé à tous les ouvriers ». Cependant, après avoir examiné cette machine de près, Pascal déclara que ce n'était « qu'une pièce inutile, propre véritablement, polie et très bien limée par le dehors, mais tellement imparfaite au dedans qu'elle n'est d'aucun usage ».
À propos de cette horloge à calculer et d'autres potentielles, Pascal parle de « tous ces avortons illégitimes qui pourraient être engendrés d'ailleurs que de la légitime et nécessaire alliance de la théorie avec l'art ». Le problème le plus important, que les inventeurs du XVIIe siècle ne réussirent pas à surmonter, vient du fait que les roues d'une horloge à calculer devaient être plus fortes, donc plus lourdes, pour résister à la force d'entrée des données, donc leurs inerties et frictions cumulées pouvaient entraîner un blocage et une destruction des engrenages quand une retenue devait être propagée sur plusieurs chiffres successifs.

### Les dessins de Schickard avaient été publiés dès 1718
En 1718, le premier écrivain biographe de Kepler, Michael Hansch, publia un livre des lettres de Kepler qui contenait les dessins de la machine de Schickard. En 1899, la machine de Schickard fut discutée dans Stuttgarter Zeitschrift für Vermessungswesen, et en 1912, les croquis et les notes de Schickard furent publiés dans le magazine Nachrichten des Württembergischen Vermessungstechnischen Vereins. Donc, la machine de Schickard n'avait pas été oubliée pendant plus de trois siècles, contrairement à l'argument principal de Hammer.

### Dessins d'une machine incomplète
Le professeur von Freytag Loringhoff, de l'université de Tübingen, construisit la première reproduction mais il fallut qu'il perfectionne le système de retenue à une dent qui :

« […] présente une multitude de problèmes pour toute personne voulant construire une machine à calculer basée sur ce principe. Le problème le plus important vient du fait que la dent unique de la roue mutilée doit s'insérer entre les dents de la roue intermédiaire, la faire tourner de 36 degrés (un dixième de tour), puis doit se retirer, tout cela en ne tournant elle-même que de 36 degrés. La solution la plus simple à ce problème est de composer la roue intermédiaire de deux roues, une avec des dents longues et une avec des dents courtes accouplée à une détente à ressort (similaire au pointeur/curseur utilisé dans une roue de loterie), ce qui permet aux pignons de s’arrêter dans des positions fixes. Nous ne savons pas si Schickard utilisa ce mécanisme, mais il marche bien sur les reproductions de von Freytab Loringhoff. »

— Michael R. Williams, History of Computing Technology, IEEE, 1997
Sans ce système de retenue perfectionné au XXe siècle avec des roues et des ressorts qui ne figurent ni dans les lettres de Schickard ni dans ses dessins, les reproductions de son horloge à calculer n'auraient pas fonctionné.

### Inadéquate roue de retenue à une dent
Les deux machines utilisent un mode d'inscription direct (les opérations sont effectuées pendant l'entrée des données), donc les reports de retenues se font durant l'inscription des opérandes

« Il est quasi certain que Pascal ne connaissait rien de la machine de Schickard […] »

« Il semble que Pascal ait réalisé dès le départ qu'une roue de propagation à une dent, comme celle utilisée par Schickard, n'était pas une solution adéquate pour le report de retenue. Une roue de propagation à une dent marche bien si la retenue est propagée sur un petit nombre de roues, mais quand la retenue est propagée sur plusieurs roues consécutives de l'accumulateur, la force requise pour faire avancer la machine est d'une telle magnitude qu'elle peut endommager ses rouages délicats »

— Michael R. Williams, History of Computing Technology, IEEE, 1997
Un report de retenue qui utilise une roue à une dent marchait déjà bien dans les podomètres du XVIe siècle et marchait encore bien dans les compteurs à gaz du XXe siècle, car ces machines ont des mécanismes beaucoup plus simples et beaucoup plus légers.
Dans la machine de Pascal, chaque roue est totalement indépendante. Cette indépendance est réalisée grâce à un sautoir à contrepoids « […] qui était en avance sur son temps puisqu'il effectuait les reports en cascade, évitant ainsi le blocage de la machine en cas de report multiple ». Il faut noter qu'avant toute opération, la remise à zéro de la pascaline prouve que son mécanisme est en parfait état de fonctionnement car l’opérateur doit mettre toutes les roues de sa machine à leur maximum puis il doit ajouter 1 à la roue des unités, ce qui entraîne un report de retenue sur toutes les roues. Cela prouve que la pascaline marchait bien car aucune des critiques de la pascaline formulées au XVIIIe siècle ne fait mention de problèmes avec le système de retenue, et pourtant il était testé, sur toutes les machines, avant toute opération.

### Conclusion
Bien que la machine de Schickard soit antérieure, elle n'eut aucune influence sur le développement des machines à calculer, même si, contrairement aux présomptions de Hammer, les dessins de cette machine avaient été publiés dès 1718.
« […] dans l'état actuel de la question, nous paraît-il légitime de considérer Schickard comme le principal précurseur du calcul mécanique, mais non comme l'inventeur de la machine à calculer » car la machine décrite dans les dessins et les lettres de Schickard n’était pas complète et même avec son mécanisme de retenue finalisé au XXe siècle, elle peut s’autodétruire dans certains cas de figure.
Schickard vécut onze ans après avoir abandonné son projet, il s'occupa d'astronomie, inventa des instruments astronomiques et enseigna, mais il ne parla jamais plus de son horloge.

## Par la suite
En 1673, Leibniz invente une machine capable d'effectuer plus simplement multiplications et divisions grâce à un système de cylindres à dents de longueurs inégales, dits cylindres de Leibniz, servant de « mémoire ».

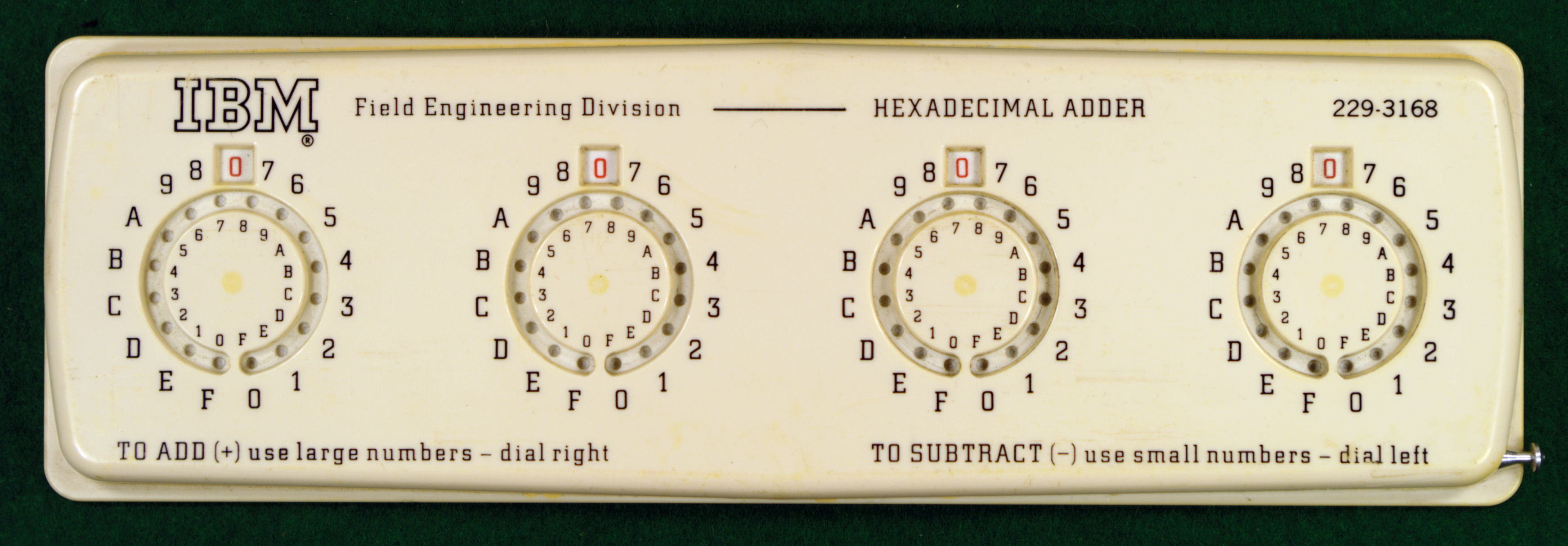
Calculatrice mécanique hexadécimale IBM

Certains[Qui ?] disent que la pascaline connut une période de gloire dans les années 1960 en usage interne dans la compagnie IBM, qui en aurait fait fabriquer. C'était alors, en effet, le seul dispositif bon marché permettant d’effectuer très vite des calculs en numération hexadécimale, comme le demandait la programmation de l’époque.
Cette rumeur repose en fait sur la rencontre de deux événements indépendants :
1. la commande par IBM, auprès d'un artisan de New York, d'une centaine de reproductions exactes de la pascaline de leur collection, qui ont été offertes à leurs meilleurs clients, et que l'on trouve aujourd'hui parfois en vente sur le marché de l'antiquité.
2. la réalisation d'une petite machine mécanique de poche, en plastique, basée sur le principe de la pascaline et possédant 4 roues de 16 chiffres pour calculer en hexadécimal (voir photo).